# Marea Noastră
Marea Noastră este o publicație ce apare sub egida Ligii Navale Române (LNR). 

Revista publică subiecte referitoare la marina civilă, forțele navale, navigație, literatură și artă, sporturi nautice, informații și noutăți navale din țară și străinătate, cronica evenimentelor din viața Ligii Navale Române.
Publicația urmărește orientarea tineretului spre profesii nautice, promovarea în societatea românească a unei stări de spirit favorabile marinei. 
Revista Marea Noastră a apărut în noiembrie 1931 la inițiativa scriitorului Jean Bart, comandorul de marină Eugeniu Botez. A apărut până în anul 1934 sub numele de România Maritimă și Fluvială, când a devenit Marea Noastră. 
În perioada 1931-1949, seria veche a revistei fondată de comandorul Eugeniu Botez, avea un tiraj de peste 4.000 de exemplare și a fost editată în apariții lunare. Articolele revistei au fost semnate de savanți precum Nicolae Iorga, Simion Mehedinți, Grigore Antipa, de scriitori printre care Ion Minulescu, Dimitrie Anghel, Apostol D. Culea, Emanoil Bucuța, Ioan Alexandru Brătescu-Voinești, Hortensia Papadat Bengescu ș.a., dar și de personalități importante ale Marinei militare și civile, prestigioși amirali și ofițeri de marină. 
În perioada aprilie 1938 – august 1943, tot sub egida L.N.R. s-a tipărit și revista Marea Noastră pentru Tineret, care concentra informații ce se adresau, în special, acestei categorii de cititori. După Decembrie 1989, revista își schimbă titlul în România Maritimă și Fluvială. Magazin.
Revista Marea Noastră este suspendată  între anii 1949-1990, iar arhiva Ligii Navale Române, împreună cu majoritatea revistelor și documentelor care au atestat funcționarea și activitatea ei au fost distruse în aceeași perioadă.
Din 1991 se editează seria nouă a revistei, în 4-6 numere pe an, cu un tiraj de 700...1.000 exemplare.

Marea Noastră se difuzează prin filialele Ligii Navale Române precum și prin Autoritatea Navală Română, unde se află în prezent sediul revistei.
Începând cu luna august 2010, revista își schimbă conținutul și își modernizează forma grafică de editare. 